# Draba alberti
Draba alberti är en korsblommig växtart som beskrevs av Eduard August von Regel och Johannes Theodor Schmalhausen. Draba alberti ingår i släktet drabor, och familjen korsblommiga växter. Inga underarter finns listade i Catalogue of Life.